# Ігський замок

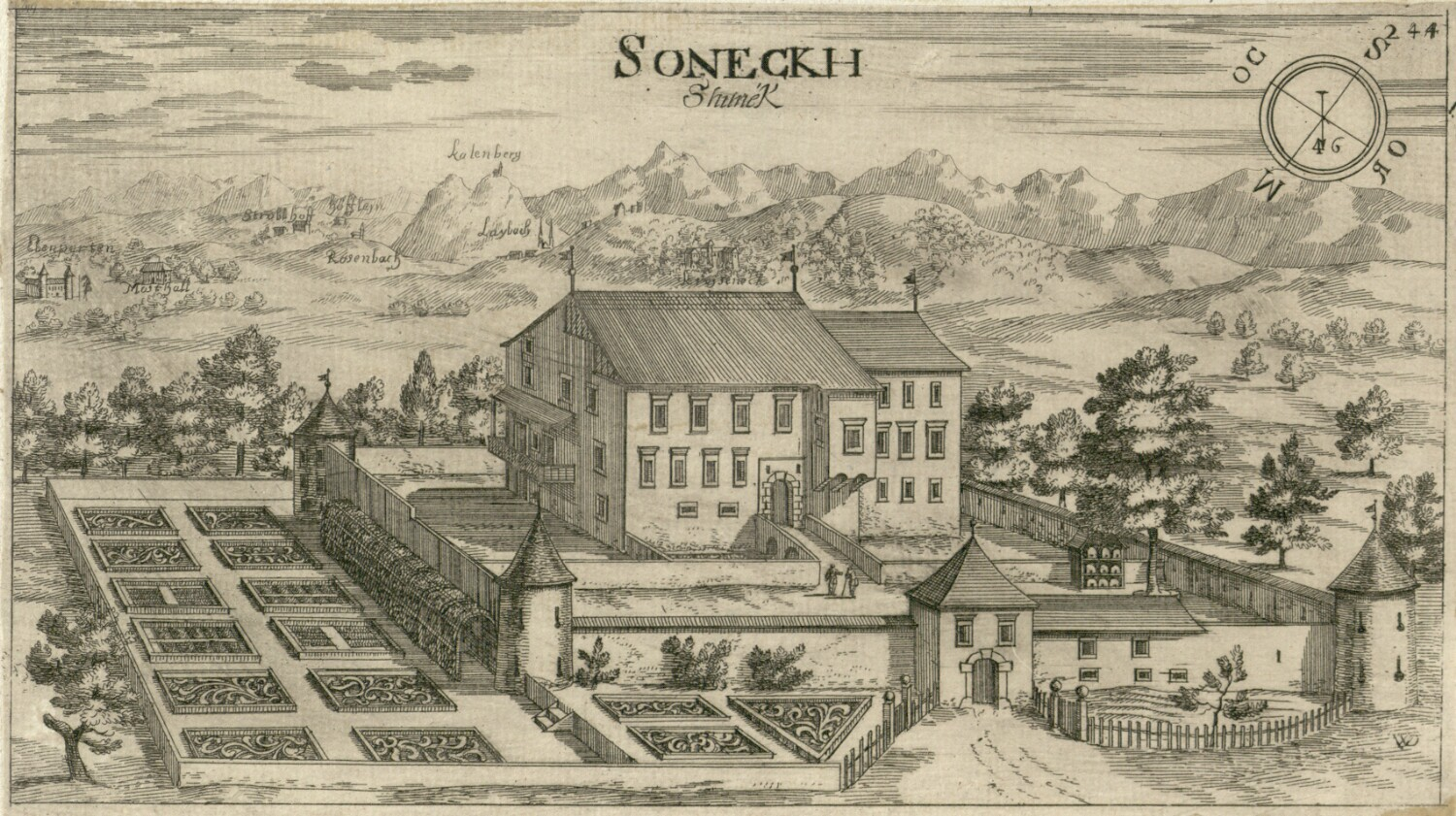
Ігський замок. Янез Вайкард Вальвазор, 1679 рік.

Ігський замок або Замок Іг або Град Іг (словен. Grad Ig або Ižanski grad, також відомий як Grad Iški Turn, Turnek), також Sonnegg Castle (нім. Schloß Sonnegg) or Zonek Castle (словен. grad Zonek), стоїть на пагорбі Пунгарт (висота 366 м) над поселенням Іг, на південній околиці Любляни, столиці Словенії.

## Історія
Замок вперше згадується як  hof Ig  у 1369 році, коли шляхетний будинок Шніценбаумів перебудував старий будинок, що називався  Iški turn  або  Turnek  у захисну вежу. Наприкінці XV століття він був знову перебудований у невеличку садибу, а в 1510 році проданий родині Ауерспергів, яка в 1581 році продала його дворянину Йоганну Енгельшаузеру. У 1717 р. папа Климент XI дозволив відкрити в замку приватну ораторську ораторію. У 1805 році замок успадкував родич графів Енгельзаузер, граф Вільгельм Вайкард Ауерсперг.
Замок був обложений під час селянських повстань у 1515 і 1848 роках, і обложений турками в 1528 році. Під час Другої світової війни він служив форпостом для італійських карабінерів та словенської анти-комуністичної міліції. У 1944 році на нього напали і спалили югославські партизани. Після війни він був відремонтований і перетворений у жіночу в'язницю. Наразі він не відкритий для громадськості.